# 泉州公交306路
泉州公交306路是中华人民共和国泉州市境内的一条公共交通线路，全程14.2公里。起讫点为罗溪至广桥村首末站，运营时间为罗溪7:30-16:50、广桥村首末站8:00-17:20
该线为现时泉州公交运营线路之北极。

## 历史
- 2019年10月26日，时任市长王永礼前往洛江区罗溪镇调研。为响应当地人大代表关于解决罗溪镇钟山片区民众出行难问题的相关提案，提出由市公交集团负责处理该事项。[2]
- 2019年11月5日，市道管处批复306路开通申请。[3]
- 2019年11月8日，市发改委批复306路票价规则。[4]同日，市公交集团发布开通306路的预告。[5][6]
- 2019年11月15日，306路正式开通。初期运行区间为罗溪-龙潭溪。初期运行时间为罗溪：7:50-16:20；龙潭溪：8:20-17:00。初期票价¥2.0/人，使用车辆为2部中通LCK6669EVGC型空调电动巴士。[7]
- 该线开通后，因其终点龙潭溪相较于虹山中学更加偏北，故取代302路成为现时泉州公交运营线路之北极。
- 2020年1月27日，为配合洛江区交通局关于新型冠状病毒肺炎防控要求。306路自当日首班起暂停运行至2月18日。
- 2020年2月19日，306路恢复运营。
- 2020年10月，306路接手并更换为自K6路退下的1部LCK6669EVGC，并置换1部XMQ6802AGBEVL2至K6路。配车数不变。
- 2021年11月15日，因S213罗溪至仙游段路面改造施工，306路自该日起暂停运营至2022年12月18日。
- 2022年12月19日，S213罗溪至仙游段改造完成，306路自该日起恢复运营。[8]
- 2023年9月25日，因优化调整，306路自该日起由龙潭溪途径S213延伸至广桥村首末站始发终到，并增停格其亭、四角坵、石秀，其它不变。[9]

## 站点
| 路线 | 路线 | 路线 | 所在地区、街道 | 所在地区、街道  | 站点名         | 备注   |
| ---- | ---- | ---- | -------------- | --------------- | -------------- | ------ |
|      |      |      | 洛江区         | S213 （原X332） | 罗溪           | 起讫站 |
|      |      |      | 洛江区         | S213 （原X332） | 奕聪中学路口   |        |
|      |      |      | 洛江区         | S213 （原X332） | 新土炉路口     |        |
|      |      |      | 洛江区         | S213 （原X332） | 洪四村路口     |        |
|      |      |      | 洛江区         | S213 （原X332） | 格区           |        |
|      |      |      | 洛江区         | S213 （原X332） | 柏巷           |        |
|      |      |      | 洛江区         | S213 （原X332） | 大路脚         |        |
|      |      |      | 洛江区         | S213 （原X332） | 寨仔边         |        |
|      |      |      | 洛江区         | S213 （原X332） | 格其亭         |        |
|      |      |      | 洛江区         | S213 （原X332） | 四角坵         |        |
|      |      |      | 洛江区         | S213 （原X332） | 钟山村旧信用社 |        |
|      |      |      | 洛江区         | S213 （原X332） | 钟山村         |        |
|      |      |      | 洛江区         | S213 （原X332） | 双合村         |        |
|      |      |      | 洛江区         | S213 （原X332） | 溪尾           |        |
|      |      |      | 洛江区         | S213 （原X332） | 龙潭溪         |        |
|      |      |      | 洛江区         | S213 （原X332） | 石秀           |        |
|      |      |      | 洛江区         | S213 （原X332） | 广桥村首末站   | 起讫站 |

## 票价
306路计价方式为一票制，票价¥2.0。
- 泉通卡普通卡9折，月票卡优惠无效，敬老卡、爱心卡有效。
- 可使用泉城通APP及支付宝、云闪付、微信乘车码支付

## 配车
306路配车数总计2部，其中：
- 中通LCK6669EVGC  2部

- 中通LCK6669EVGC
（2019.11 - ）

## 相关
- 泉州公交线路列表